# 阪急観光バス

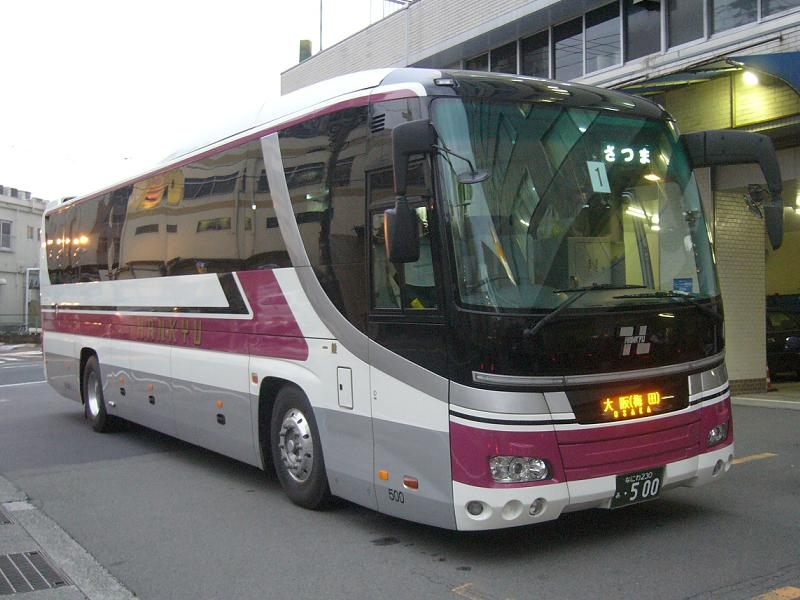
阪急観光バスの高速路線車

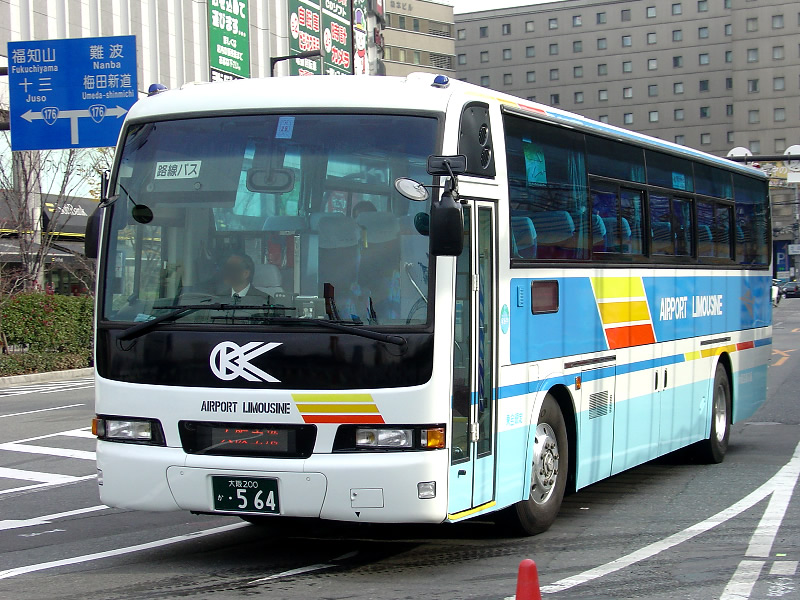
阪急観光バスの空港リムジンバス
（車両は大阪空港交通の時代のもの）

阪急観光バス株式会社（はんきゅうかんこうバス）は、大阪府豊中市に本社を持つ大手バス会社である阪急バス株式会社の、高速バス・空港リムジンバス及び貸切バス部門を切り離した子会社である。キャッチコピーは「まちへ、空へ、その先へ」（2022年7月1日 - ）

## 企業情報
- 保有台数：203両
- 事業区域：大阪府下
- 営業所
  - 本社・空港営業所：豊中市螢池西町2丁目17番3号（大阪国際空港発着路線）
  - 空港南営業所：豊中市箕輪3丁目7番5号（関西国際空港発着路線）
  - 大阪営業所：大阪市淀川区十三本町三丁目9番40号（阪急高速バス路線）
  - 中津営業所・貸切営業部：大阪市北区中津七丁目7番19号（貸切バス・高速バス）
- 案内所
  - 空港総合案内所：豊中市螢池西町3丁目555番地
  - 梅田案内所・ショップルナ（売店）：大阪市北区芝田一丁目1番3号
  - 新大阪案内所：大阪市淀川区宮原一丁目1番1号

## 沿革
企業成立までの流れとしては、阪急電鉄が発起し関西大手私鉄5社の共同経営による「関西観光自動車株式会社」の設立が元である（1950年（昭和25年）3月末日）。同社は観光バス専業者だけに留まらず、日本航空と契約して伊丹空港 - 大阪市内の空港輸送、極東航空（現在の全日本空輸）とも業務提携し、空港送迎バスの運行も始めた。共同運営していた各私鉄が自身で貸切バス事業に進出したことで、1954年（昭和29年）12月に阪急電鉄直系となるが、経営の不合理を排除するために1962年（昭和37年）4月に阪急バス株式会社に吸収合併される。これにより阪急バス株式会社観光課が新設された。
この後、空港輸送については1963年（昭和38年）6月に日航と共同出資による大阪空港交通株式会社を設立し、一方の観光部門については万国博輸送のあとに関西大倉学園、芦屋学園等の通学輸送を開始、京都地区の観光事業の廃止（1972年（昭和47年））などにより一部事業が縮小していくことになる。こうした流れの後、1987年（昭和62年）に阪急バス貸切部門を分離して阪急観光バスが誕生した。
2022年3月1日、同年7月1日をもって大阪空港交通と合併することが発表された。なお社名は阪急観光バスを引き継ぐが、法人格上は大阪空港交通が合併と同時に阪急観光バス（2代目）に社名変更する形となり、初代阪急観光バスは法人格上消滅した。

## 高速バス路線
阪急バス本体からの移管により、大阪 - 渋谷・新宿・池袋線（2013年4月1日より）、大阪 - 伊那線（2015年4月1日より）、福井 - 大阪線（2017年4月1日より）、大阪 - 津名・洲本線（同）、ならびに2009年4月1日から全但バスが単独運行していた大阪 - 湯村温泉線1往復の運行にも参入している。かつては2003年より九州（福岡・長崎・鹿児島）方面への運行を阪急バスより移管を受けておこなっていたが現在はいずれも廃止されている。
2022年7月1日の大阪空港交通との合併後は、阪急バス本体（阪急バス大阪営業所）から高速バス全路線を引き継いだ事により、阪急バスグループの観光・高速・空港バス部門としての性格を強める。

### 現行路線

#### 昼行便
- USJ・大阪梅田 - 伊那・箕輪「アルペン伊那号」（伊那バスと共同運行）[3]

- 大阪 - 湯村温泉線（全但バスと共同運行）

- 有馬急行線（阪急バスと共同運行）

- 福井 - 大阪線（京福バス・福井鉄道と共同運行）

### 休止・廃止・撤退路線

#### 昼行便
- 大阪 - 津名・洲本線「パールエクスプレス洲本号」（淡路交通と共同運行）（淡路IC - 遠田間の高速道路上BS各停）
  - 2020年4月より新型コロナウイルスの影響により全便運休。2023年6月より休止[4]。

#### 夜行便

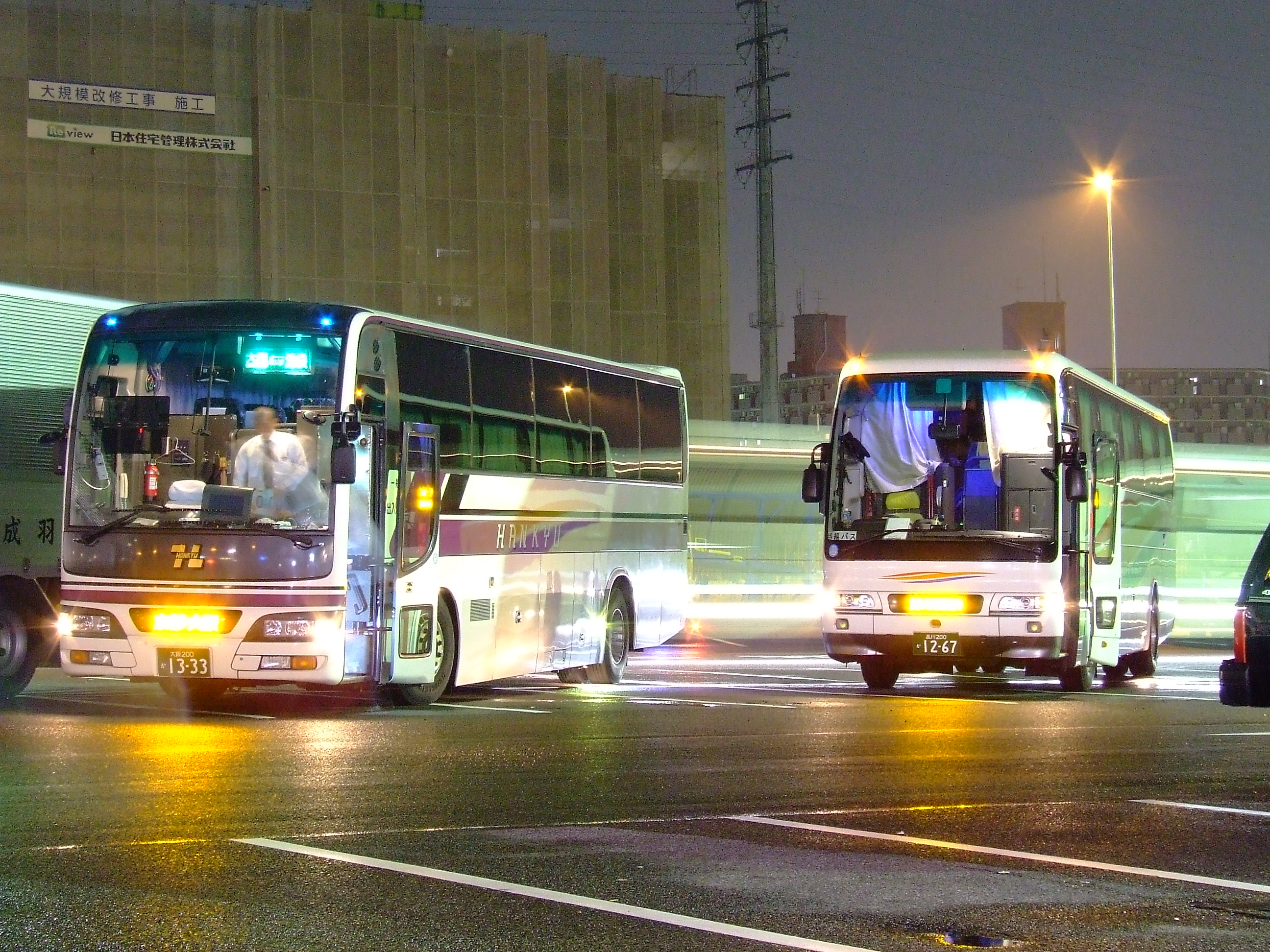
未明の草津PAで休憩するシャトー号京急便（右）と池袋線阪急便（左）―統合前に撮影―

##### 大阪 - 渋谷・新宿・池袋線
京王バスと共同運行。
運行経路
池袋駅東口 - バスタ新宿（新宿駅）- 渋谷マークシティ - 中央道三鷹 - 中央道八王子 - 高速長岡京 - 千里中央駅 - 千里ニュータウン - 新大阪 - 大阪梅田（阪急三番街） - ユニバーサル・スタジオ・ジャパン (USJ)
大阪行きは池袋→新宿→渋谷→中央道方面の順で、大阪発は中央道方面→新宿→渋谷→池袋の順で停車する。
歴史
- 1989年（平成元年）12月25日 - 千葉・TDL - 大阪・神戸線が京成電鉄・阪急バス・阪神電鉄バスの3社共同運行で運行開始[6]。
- 1999年（平成11年）7月24日 - 池袋線運行開始（西武バスと共同運行）。
- 2003年（平成15年）7月18日 - 品川線「シャトー号」（京浜急行バスと共同運行）および新宿線（京王バス東と共同運行）運行開始。
- 2008年（平成20年）4月18日 - シャトー号と池袋線を統合のうえ池袋・品川・横浜 - 京都・大阪梅田線となり、同時に阪急バス単独運行となる（西武バス・京浜急行バスでは予約・発券業務のみを継続）。同時にハービスOSAKA乗り入れ。
- 2011年（平成23年）1月1日 - 千葉・TDL - 大阪・神戸線の大阪方の運行会社が阪神バスから阪急バスに変更となる。
- 2012年（平成24年）6月1日 - 池袋・品川・横浜 - 京都・大阪線を廃止。
- 2013年（平成25年）
  - 4月1日 - 池袋・新宿・渋谷 - 大阪梅田線の大阪方の運行会社が阪急バス（豊中営業所）から阪急観光バスとなり、阪急観光バス運行便も池袋駅東口に乗り入れ開始（池袋駅東口発着が毎日運行となる）[7]。
  - 12月21日 - 両系統ともこの日の出発便より高速長岡京に停車し、名神大山崎は無停車となった[8]。
- 2015年（平成27年）3月31日 - この日の運行をもって阪急バスが千葉・TDL - 大阪・神戸線の運行から撤退し、京成バスの単独運行となる[9]。
- 2016年（平成28年）7月15日 - 池袋・新宿・渋谷 - 大阪梅田線がユニバーサル・スタジオ・ジャパン (USJ) への乗り入れを開始[10]。
- 2022年（令和4年）4月21日 - 2020年4月からコロナ禍により運休していたがこの日をもって撤退し、アルピコ交通大阪支社[注 1]が阪急観光バス分を引き継ぎ運行再開（共同運行の京王バスは運行を継続）[11]。

##### 大阪 - 鹿児島「さつま号」
（南国交通と共同運行）　
- 2012年9月30日出発をもって運行休止、2013年6月1日廃止[12]

##### 大阪 - 長崎「ロマン長崎号」
（長崎県交通局と共同運行）
- 2013年5月31日出発便をもって廃止[13]

##### 京都・大阪・神戸 - 北九州・福岡 「ムーンライト号」
（西日本鉄道と共同運行）
- 1983年3月24日に運行開始し、ハイグレードサービスにより夜行バスブームのはしりとなった路線であった[14]。2010年4月2日より、京都発着のきょうと号（西日本鉄道・京阪バス）との統合により京都・大阪 - 北九州・福岡となった[15]。2017年3月31日発の便を最後に休止[16]。

## プレミアムアウトレットシャトルバス（主催旅行）
- 大阪－神戸三田線「神戸三田プレミアム・アウトレット号（直行ショッピングバス）」
  - 大阪梅田→神戸三田プレミアム・アウトレット→大阪梅田（往復1800円）
  - 2007年7月6日から運行を開始した募集型旅行。土日祝およびバーゲン時に運行。阪急バスが主催、チェルシージャパン（現：三菱地所・サイモン）が協賛していたが、2010年7月からは阪急観光バスの主催に変更した。
- 大阪－りんくう線「りんくうプレミアム・アウトレット号（直行ショッピングバス）」
  - 大阪梅田→りんくうプレミアム・アウトレット→大阪梅田（往復1800円）
  - 2005年11月18日～2010年3月28日の土日祝、5thアニーバーサリーキャンペーン・プレミアム・バーゲンなどのバーゲン時に運行していた募集型旅行。阪急バスが主催、チェルシージャパンが協賛していた。

## 車両
塗装は、阪急バスの高速・貸切車と同じデザインで、阪急バスとの違いは前面のシンボルマークと側面のHANKYUのロゴが、阪急バスは色がシルバーなのに対し、阪急観光バスはゴールドとしている点である（高速車の一部はシルバー）。
阪急バスから引き継いだ当初は、三菱ふそう車がメインであったが、その後は大型4メーカーすべてが揃い、日産ディーゼル（UD）車が引退した後は国内3メーカーが在籍している。高速車も阪急バス本体から移管を受けた当初は、同社からの移籍のため西日本車体工業製ボデー架装の三菱ふそう車があったが、プロパーで購入した車両は純正ボディ車や日野・セレガを採用するようになった。
社番は、以前は阪急バスと共通（分社時の引き継ぎ車は阪急バス時代の番号のまま）で、年式（西暦下2桁）＋メーカー別3桁の数字であったが、2003年に車両区分記号（H=高速など）を冠した社番が登場、さらに2020年現在は下3桁（700番台：UD＝全車除籍済み、750 - 760番台：いすゞ、200・800番台：三菱ふそう、300、500、600、900番台：日野、小型車は1桁）の数字のみで示している。また、2003年以降はナンバープレートに希望制番号を導入している。